# Zálezly
Zálezly är en ort i Tjeckien.   Den ligger i regionen Södra Böhmen, i den sydvästra delen av landet, 120 km söder om huvudstaden Prag. Zálezly ligger 559 meter över havet och antalet invånare är 304.
Terrängen runt Zálezly är kuperad åt sydväst, men åt nordost är den platt. Runt Zálezly är det ganska tätbefolkat, med 65 invånare per kvadratkilometer. Närmaste större samhälle är Strakonice, 17,1 km norr om Zálezly. I omgivningarna runt Zálezly växer i huvudsak blandskog.